# Astaena obscurata
Astaena obscurata är en skalbaggsart som beskrevs av Moser 1918. Astaena obscurata ingår i släktet Astaena och familjen Melolonthidae. Inga underarter finns listade.